# الرابطة المدنية لجمعية كشافة المكسيك
الرابطة المدنية لجمعية كشافة المكسيك هي جمعية الكشافة الوطنية في المكسيك. تأسست الحركة الكشفية في المكسيك في عام 1920 وأصبحت عضوا في المنظمة العالمية للحركة الكشفية في 26 أغسطس 1926. وسجلت السلطات المدنية المكسيكية يوم 24 فبراير 1943. الرابطة المدنية لجمعية كشافة المكسيك لديها 33509 عضو (اعتبارا من 2011). ويقع المقر الرئيسي للرابطة المدنية لجمعية كشافة المكسيك في مكسيكو سيتي.

## روابط خارجية
- الصفحة الرئيسية للرابطة المدنية لجمعية كشافة المكسيك (الأسبانية)
- الصفحة الرئيسية (الأسبانية)
- (الموقع الرسمي للرابطة المدنية لجمعية كشافة المكسيك) (الأسبانية)